# Anicio Petronio Probo

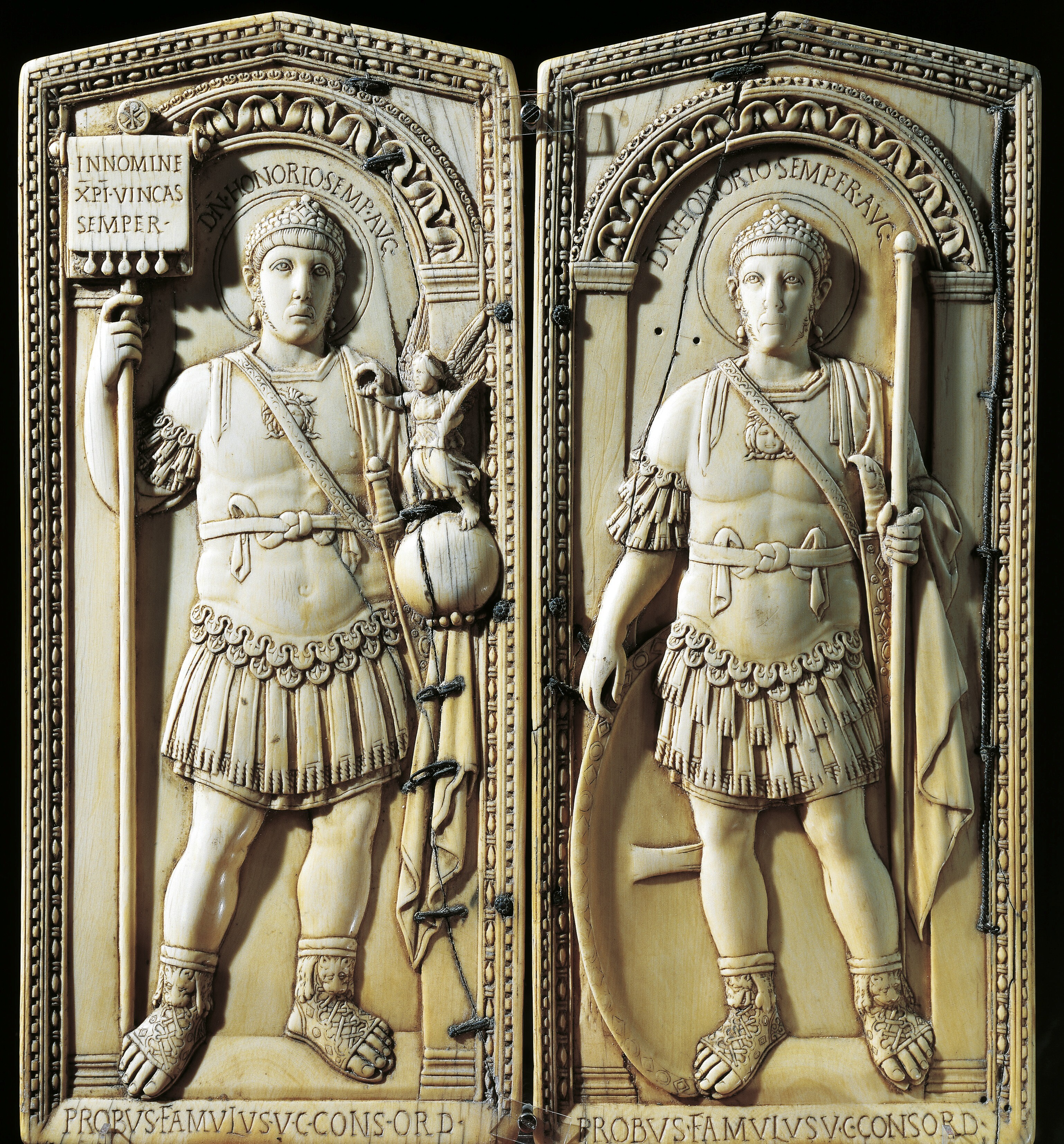
El emperador occidental Honorio junto a Probo en el díptico consular (406, Aosta; CIL V 6836).

Anicio Petronio Probo (latín: Anicius Petronius Probus; fl. 395 - 406) fue un aristócrata romano del siglo IV y comienzos del V, cónsul en 406, junto con el emperador oriental Arcadio .

## Familia
Miembro de la Gens Anicia, era hijo de Sexto Claudio Petronio Probo y hermano de Anicio Hermogeniano Olibrio y de Anicio Probino, cónsules en 371 y 395, respectivamente.